# Atis-Amor
Atis-Amor és una escultura de bronze de Donatello, que data a la ratlla de 1440-1443. L'obra, presenta algunes traces de la pàtina original en daurat, té 104 cm d'altura i està conservada al Museu del Bargello a Florència.

## Història
No es coneixen documents sobre la seva col·locació originària ni del seu encàrrec, però Vasari ho cita probablement com Mercuri i d'«altura d'un braç i mig, de cos complet i vestit manera, a casa d'Agnolo Doni», amb atribució a Donatello.
Les flors de les roselles al cinturó simbolitzen la son, però també són la figura heràldica de la família Bartolini Salimbeni, encara que la possibilitat de l'encàrrec per part d'aquesta família no s'ha demostrar. Segurament no va ser sol·licitada la seva execució per la família Doni, perquè la fortuna familiar es remunta al segle xvi i durant el Quattrocento no es podien permetre una obra en bronze de cost tan elevat. Les peculiaritats de la iconografia, no s'entenen de manera clara, suggereixen un encàrrec privat molt específic, potser vinculat amb el cercle d'humanistes cultes florentins.
Al segle xviii, Pietro Bono Doni, va decidir de vendre l'estàtua per 600 escuts a la Gallerie florentina, amb Giuseppe Pelli Bencivenni que va supervisar les negociacions. El 25 de juny de 1778, l'obra es va exposar per primera vegada en els Uffizi.
Coneguda a l'època simplement amb el nom d'Ídol antic, aviat va obrir el problema de l'assignació, la datació i el desxifrar el seu atributs. Pelli Bencivenni va demanar de fer un dibuix a Francesco Marchissi per lliurar-lo als principals estudiosos de l'època. Lanzi, que es trobava a Roma, ho va fer estudiar, entre d'altres a Ennio Quirino Visconti i a Maffei, identificant-lo en un primer moment amb una obra antiga, potser un petit Bacus, per corregir, tot seguit, i assumir l'atribució donada per Vasari. La crítica següent està gairebé unànimement en correspondència amb aquesta atribució, datant-la al període del viatge romà de Donatello l'any 1433 o al seu viatge de Pàdua de 1443, quan l'artista treballa amb un profund coneixement de l'escultura antiga, com el famós David.
Francesco Caglioti ho data entre 1436-1438, comparant el treball principalment amb els dos Putti porta canelobres del Museu Jacquemart-André.

## Descripció

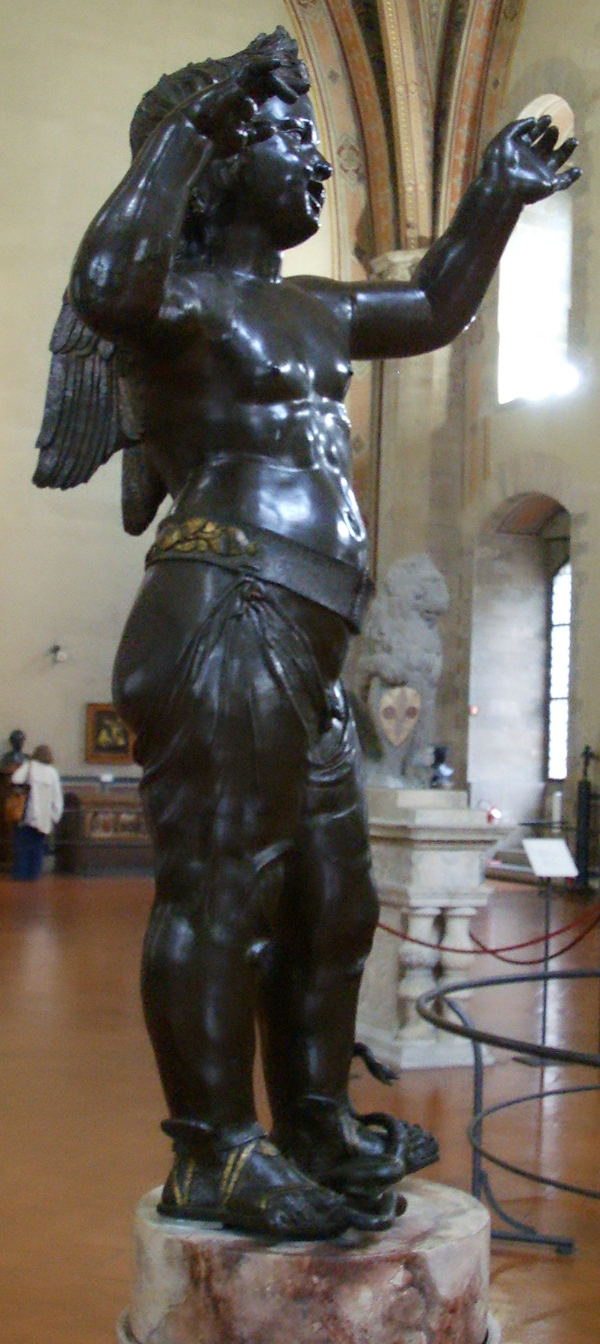
Vista de perfil d’Atis-Amor de Donatello.

El títol de l'obra és convencional, i reflecteix la més comuna entre les múltiples interpretacions donades al disseny. Retrata un nen que sembla inicar un ball amb els seus braços a l'aire i amb un balanceig de les espatlles. L'actitud és alegre i vital, amb reflexions de la cultura pagana. El projecte és delicat i evidencia tots els detalls en daurat als cabells, ales, cinturó, i sabates.
Té nombrosos atributs, les ales com un Eros, mentre que en deixar les natges i el sexe al descobert fa recordar un Atis. Les roselles sobre el cinturó del petit déu frigi Atis de la vegetació, són el símbol de la seva amant Cíbele la Gran Mare, la serp que es cargola en els seus peus és un símbol ctónico de la vida que enterrada torna a renéixer, el pentinat i els pantalons sostinguts a la manera frígia, recorden l'origen anatoli del culte a Cíbele i Atis. L'exposició dels genitals, és símbol segurament, de l'eviració ritual a la qual eren sotmesos els sacerdots de la deessa Cíbele. Altres factors són la seva joventut, les ales als talons, la trena dels cabells, la serp cargolada als peus, la cinta adornada amb una flor al cap, i l'expressió feliç i serena. Entre les propostes que se n'han anat succeint: Príap, Mercuri (Muntz), Perseu, Cupido, Harpajered, Atis (Meier), un fauno (Venturi), Amor-Hèracles, Mitra, Eros-Patheos, un geni de protecció o un esperit mig àngel i mig diable (Paolozzi Strozzi). S'ha proposat «l'amor conjugal triomfant sobre la terra i l'aigua», vinculant-ho amb una base marmòria al Victoria and Albert Museum i suggerint la seva realització per a la col·locació en una font amb ocasió del casament de Bernardo Rucellai i Nannina de Mèdici el 1466.
Cada indicació per a una atribució és el resultat d'acceptar alguns atributs i descartar d'altres. Potser el punt clau va ser l'objecte que el nen subjectava a la seva mà i perdut des del 1677.